# 戴森·丹尼尔斯
戴森·丹尼尔斯（英語：Dyson Daniels，2003年3月17日—），澳大利亚职业篮球运动员，司职控球后卫/得分后卫，现效力于NBA球队亚特兰大老鹰，在2024-25赛季当选抢断王及进步最快球员。